# Kruger Nemzeti Park

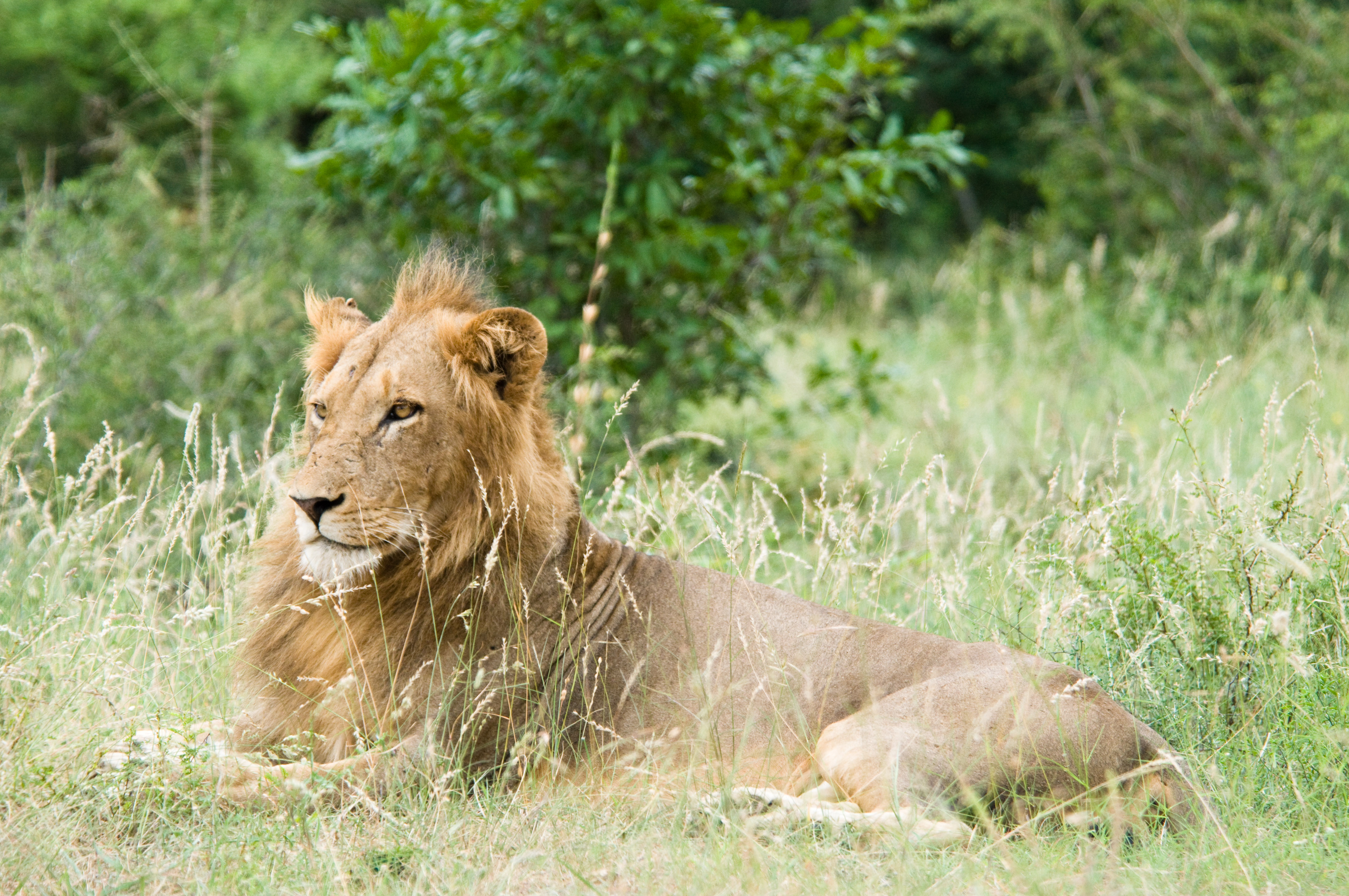
Oroszlán a parkban

A Kruger Nemzeti Park (gyakran rövidítve Krüger N.P.) a legnagyobb dél-afrikai védett természeti terület. 18.989 km² területen fekszik, 350 km hosszú és átlagosan 60 km széles.
Nyugaton és délen az ország két tartománya határolja (Limpopo és Mpumalanga), északon Zimbabwe, keleten pedig Mozambik. Része a határokon átnyúló Nagy Limpopo természetvédelmi területnek, melynek részei a Gonarezhou Nemzeti Park Zimbabwéban, valamint a Limpopo Nemzeti Park Mozambikban. A parknak kilenc bejárata van: Paul Kruger, Numbi, Malelane, Crocodile Bridge, Punda Maria, Orpen, Phabeni, Phalaborwa és Pafuri.

## Története
A területet nomád, vadászatból élő törzsek lakták. Az első európaiak a 18. század elején érkeztek a vidékre. 1898-ban Paul Kruger, a Transvaal Köztársaság elnöke létrehozta a Sabie védett területet annak érdekében, hogy ellenőrizze a vadászatot, valamint megóvja a számbelileg erősen lecsökkent vadállományt. Az első parkőr James Stevenson Hamilton lett 1902-ben. Az egykori védett terület a mai nemzeti park déli harmadát foglalta el. A Shingwedzi védett területet 1903-ban alapították, a mai nemzeti park északi részében. A két parkot 1926-ban egyesítették, és 1927-ben nyitották meg a nagyközönség előtt. 2002-ben jött létre a határokon átnyúló Nagy Limpopo Park, a Kruger, valamint a Limpopo (Mozambik) és a Gonarezhou (Zimbabwe) parkok egyesülésével.

## Élővilága
Növényvilág: majomkenyérfa, Mopane-bozót, akáciák, folyóparti erdők, stb. A parkban több mint 1900 növényfaj él.
Madárvilág: a parkban 517 faj fordul elő, ezekből 253 őshonos.
Emlősök: kafferbivaly, afrikai vadkutya, fekete orrszarvú, zebra, gepárd, zsiráf, bozóti antilop, antilop, víziló, oroszlán, nagy kudu.

## Turizmus a parkban
A nemzeti parkban számos tábor várja a látogatókat, ezeket magántársaságok üzemeltetik koncessziós szerződésben. A látogatók számára kilenc útvonal van kialakítva az egynapostól a többnaposig. A Kruger Nemzeti Parkba  utazóknak a maláriafertőzés megelőzésére tablettákat kell szedniük.

## Fordítás
- Ez a szócikk részben vagy egészben  a   Kruger National Park című angol Wikipédia-szócikk ezen változatának fordításán alapul.  Az eredeti cikk szerkesztőit annak laptörténete sorolja fel. Ez a jelzés csupán a megfogalmazás eredetét és a szerzői jogokat jelzi, nem szolgál a cikkben szereplő információk forrásmegjelöléseként.

## Kiegészítő információk
- (angolul) Dél-afrikai nemzeti parkok igazgatóságának hivatalos honlapja